# Пабло Баталья
Пабло Баталья (ісп. Pablo Batalla, нар. 16 січня 1984, Кордова) — аргентинський футболіст, що грав на позиції півзахисника, зокрема за турецький «Бурсаспор».

## Ігрова кар'єра
Народився 16 січня 1984 року в місті Кордова. Вихованець футбольної школи клубу «Велес Сарсфілд». Дорослу футбольну кар'єру розпочав 2003 року в основній команді того ж клубу, швидко ставши одним із її основних гравців. Частину 2005 року провів в оренді у мексиканській «Пачуці».
Згодом у 2007 і 2008 роках також віддавався в оренду до «Кільмеса», «Хімнасія і Есгріма», а також колумбійського «Депортіво Калі».
2009 року перейшов до турецького «Бурсаспора», де став ключовим гравцем середини поля команди на наступні п'ять сезонів. У першому ж сезоні у Туреччині допоміг клубу з Бурси вибороти титул чемпіона Туреччини.
Протягом 2014—2016 років захищав кольори китайського «Бейцзін Гоань», після чого повернувся до «Бурсаспора», де провів ще два з половиною сезони до оголошення про завершення кар'єри влітку 2018.

## Титули і досягнення
- Чемпіон Аргентини (1):

«Вележ»: Клаусура 2005
- Чемпіон Туреччини (1):

«Бурсаспор»: 2009-2010